# Jo Cals
Jozef Maria Laurens Theo "Jo" Cals  (Roermond, 18 de julio de 1914 - La Haya, 30 de diciembre de 1971) fue un político neerlandés del  Partido Popular Católico (Katholieke Volkspartij, KVP),  que sirvió como primer ministro de los Países Bajos entre el 14 de abril de 1965 y el 22 de noviembre de 1966. Abogado de profesión, sirvió como Ministro de Educación, Cultura y Ciencia entre el 2 de julio de 1952 y el 24 de julio de 1963, y anteriormente Secretario de Estado para la Educación, Cultura y Ciencia, entre el 15 de marzo de 1950 y el 2 de septiembre de 1952. Fue miembro de la Cámara de Representantes.